# National Convention of New Sudan
Die National Convention of New Sudan war eine Konferenz, welche im April 1994 von der Sudan People’s Liberation Army/Movement (SPLA/M) in Chukudum, Eastern Equatoria veranstaltet wurde. Vom 2. bis zum 13. April 1994 nahmen über fünfhundert Delegierte an der Veranstaltung teil. Die Konferenz konzentrierte sich eher auf Regierungsfragen als auf Strategien im andauernden Krieg mit der Regierung in Khartum.
Die National Convention war ursprünglich für den 16. Mai 1993, den zehnten Jahrestag der Gründung der SPLA/M, angesetzt worden, aber verschoben worden. Ein Convention Organising Committee (Organisationskomitee, COC) aus 35 Militärfunktionären der SPLA war zur Vorbereitung beauftragt worden. Das COC wurde von Yousif Kuwa geführt, welcher ebenfalls die Konferenz leitete.
In seiner Eröffnungsrede bei der Konferenz erklärte der Vorsitzende der SPLA/M, John Garang, die Konferenz zu einer souveränen Körperschaft. Bei der Konferenz wurde ein dreigliedriges Regierungssystem im Neuen Sudan (New Sudan) festgelegt: Legislative, Exekutive und Judikative.
Das Thema einer Union (i.e. der Einheit des Sudan) und von Separatismus wurde bei der Konferenz ebenfalls bearbeitet. John Garang, dem an einer Einheit gelegen war, akzeptierte eine Schwerpunktänderung der Bewegung, die den Forderungen der Separatisten entgegenkam. „Neuer Sudan“ wurde so definiert, dass er nur für die „befreiten Gebiete“ unter der Kontrolle der SPLA/M galt, im Gegensatz zu der auf eine Union ausgerichteten Definition im ursprünglichen SPLA/M-Manifest, die den „New Sudan“ als einen zukünftigen vereinten, säkularen Sudan definiert hatte. Die Wahl der neuen SPLA/M-Führung brachte ihr auch das Mandat, „zu kämpfen und das Recht auf Selbstbestimmung für die unterdrückten Völker des New Sudan zu erreichen“ („to fight and achieve the right of Self-determination for the oppressed people of the New Sudan“). Ein System lokaler Regierung wurde formal initialisiert, mit fünf Ebenen (Boma, Payam, Kreis, Region und Zentrale). Fünf Regionalverwaltungen des Neuen Sudan wurden geschaffen, nämlich Bahr al-Ghazal, Äquatoria, an-Nil al-azraq (Southern Blue Nile), Dschanub Kurdufan (Southern Kordofan) und Upper Nile. Die Konferenz leitete auch Reformen des Rechtssystems in den Bereichen unter SPLA/M-Kontrolle ein. Verschiedene Gesetze, wie das New Sudan Penal Code und das New Sudan Traffic Act, wurden ausgearbeitet.
Die Konferenz wählte ein neues National Liberation Council/National Executive Committee für die SPLA/M. John Garang wurde zum Vorsitzenden und Salva Kiir Mayardit zum stellvertretenden Vorsitzenden gewählt, beide ohne Gegenstimmen.